# وحشت دختران
وحشت دختران (به انگلیسی: Panic of Girls) نام نهمین آلبوم گروه موج نو آمریکایی بلاندی است. این آلبوم در سال ۲۰۱۱ عرضه شد.

## سابقه و عرضه
وحشت دختران اولین آلبوم بلاندی از سال ۲۰۰۳ و پس از نفرین بلاندی است. این آلبوم بین اکتبر تا دسامبر ۲۰۰۹ در ووداستاک نیویورک، و ماه می۲۰۱۰ در شهر هوبوکن نیوجرسی ضبط شده که در واقع دومین آلبوم در تاریخ این گروه موسیقی است که خارج از منهتن ضبط شده‌است. اولین آلبوم این گروه که خارج از منهتن ضبط شد آلبوم دهه ۸۰ آن‌ها با نام آمریکایی خودکار بود که آن را در لس‌آنجلس ضبط کرده بودند.
درامر گروه، کلم برک، گفته‌است که حدود ۳۵ ترانه در طول فصل برای آلبوم ضبط شده‌است که ۱۴ تای آن برای ساخت آلبوم استفاده خواهد شد. او همچنین گفته‌است که تمام اعضای گروه موسیقی در عرضه این آلبوم مشارکت داشته‌اند، از جمله اینکه خواننده اصلی گروه، دبی هری، اشعار بیشتر ترانه‌های این آلبوم را نوشته‌است. نوازنده کیبرد اصلی گروه، جیمی دستری، قصد داشت تا در نوشتن و ضبط این آلبوم گروه را همراهی کند، اما در نهایت این اتفاق نیفتد